# Тахос
Тахос (собственно Джедхор; Τάχως Плутарха, Τέως Манефона, Te-hi егип.) — фараон Древнего Египта, правивший в 362 — 360 годах до н. э., из XXX династии. Двоюродный брат Нектанеба II Джехор Иримаатенра был сыном Нектанеба I.
Тахос, человек энергичный, но самоуверенный, ставил перед собой цель перейти в наступление и захватить Сирию и Палестину, которые готовы были выступить против Артаксеркса II. Для осуществления своих планов Тахос снарядил большой флот и сильную армию, затем он обратился к Спарте и Афинам, с просьбой предоставить ему наёмников. В 360 году до н. э. в Египет вместе с гоплитами, нанятыми на деньги фараона, прибыл и престарелый спартанский царь Агесилай II. В том же году на службу к Тахосу поступил и афинянин Хабрий (приехавший на свой страх и риск) со своими наёмниками. Всего в распоряжении Тахоса было 80 тыс. египетских воинов, 10 тыс. афинских наёмников и 1000 спартанских гоплитов. Флот состоял из 120 триер, на помощь которым прибыло ещё 50 кораблей посланных мятежными сатрапами Малой Азии, вместе с 500 талантами серебра. Но вскоре Тахос начал испытывать острый недостаток в деньгах, чтобы платить жалование огромному числу наёмников. Тахос по совету Хабрия провёл важные экономические реформы. Он заставил жрецов передать государству принадлежащие храмам золото и серебро в качестве ссуды и утвердил лишь 1/10 традиционных государственных поставок храмам. Кроме того, в стране всё вплоть до строительства новых домов было обложено налогами, введены ввозные и вывозные пошлины. Население заставили сдать весь запас находившегося у него благородного металла в счёт будущих натуральных податей. Хабрий пользовался большим доверием Тахоса, а в его честь были названы два города в Дельте.
Закончив проведение в жизнь этой реформы, Тахос поручил правление Египтом своему брату и вторгся в Сирию, но пока фараон вёл успешную наступательную войну в Сирии, египтяне восстали против него. Народ был недоволен тяжёлыми налогами, а жрецы не хотели мириться с конфискацией части храмового имущества. Восстание возглавил родственник фараона, которого тоже звали Тахос. Когда восстание разгорелось, этот Тахос вызвал из Сирии своего сына Нектанеба — одного из командиров египетской армии. Восставшие провозгласили Нектанеба фараоном. Агесилай, получив от эфоров разрешение действовать по усмотрению, перешёл на сторону Нектанеба. Хабрий сохранял верность фараону, пока у того были хоть какие-то шансы на победу, а когда положение Тахоса стало безнадежным, вместе с афинскими наёмниками вернулся на родину. Покинутый всеми Тахос бежал к персидскому царю в Сузы, где прожил последние годы своей жизни. По свидетельству античных авторов, умер Тахос от обжорства.
Имя Тахоса встречается в иероглифической надписи в Турасских каменоломнях; вероятно, он занимался строительной деятельностью в Мемфисе. От того же времени сохранилось много памятников частных лиц с именами Тахоса; например, в Танисе найдена надпись одного местного номарха с этим именем.
По Манефону (в пересказе Секста Африкана и Евсевия Кесарийского), Тахос правил 2 года.